# O Homem da Meia-Noite (filme)
The Midnight Man (br/pt: O Homem da Meia-Noite) é um filme policial estadunidense de 1974, dirigido e produzido por Roland Kibbee e Burt Lancaster (que também é o protagonista) para a Universal Pictures.

## Elenco
- Burt Lancaster .... Jim Slade
- Susan Clark .... Linda Thorpe
- Cameron Mitchell .... Quartz Willinger
- Morgan Woodward .... Sen. Phillip Clayborne
- Harris Yulin .... Xerife Jack Casey
- Robert Quarry .... Dr. Prichette
- Joan Lorring .... Judy Willinger
- Lawrence Dobkin .... Waldo Mason
- Ed Lauter .... Leroy
- Mills Watson .... Cash
- Charles Tyner .... R.W. Ewing
- Catherine Bach .... Natalie Clayborne
- Bill Lancaster .... Arthur King
- Quinn Redeker .... Swanson
- Eleanor Ross .... Nell
- Richard Winterstein .... Virgil
- William T. Hicks .... Charlie
- Peter Dane .... Karl Metterman
- Linda Kelsey .... Betty Childress
- William Splawn .... Eddie Lamar
- Susan MacDonald .... Elaine
- Joel Gordon Kravitz .... Lester Pearlman
- Nick Cravat .... Sam, o jardineiro

## Sinopse
O ex-policial de Chicago, Jim Slade, cumpre pena por ter matado o amante da esposa e sai em condicional. Ele vai morar com o casal amigo Quartz e Judy numa pequena cidade da Carolina do Sul. Pouco antes da chegada de Jim, Quartz que também era ex-policial, tentou impedir um roubo a um restaurante por uma quadrilha de violentos bandidos e foi baleado na perna, ficando imobilizado com um gesso. Ele é chefe da segurança da Faculdade Jordan e oferece o emprego de vigia-noturno a Jim, que aceita. Jim se apresenta a Oficial da Condicional Linda Thorpe e os dois logo iniciam um romance. Na primeira noite da vigilância de Jim, a sala do professor de psiquiatria é arrombada e são roubadas três fitas com gravações de depoimentos comprometedores de estudantes que estavam em terapia. Uma das estudantes que gravou fitas é Natalie Clayborne, filha do senador Phillip Clayborne, que na noite seguinte aparece assassinada em seu quarto. O sádico xerife Jack Casey descobre roupas íntimas de Natalie no quarto do jardineiro pervertido Sam, e imediatamente o prende pelo homicídio. Jim não acredita que o jardineiro seja o assassino e passa a investigar por conta própria, achando que o real motivo do roubo das fitas e do assassinato da estudante é chantagem contra o pai dela.

## Produção
Burt Lancaster divide os créditos da direção com Roland Kibbee, e de roteirista com Kibbee e o autor do romance de 1969 The Midnight Lady and the Mourning Man,David Anthony, que serviu de base para o roteiro. Com uma história complicada, o filme não foi um grande sucesso e Lancaster não o considerou seu melhor trabalho. The Kentuckian de 1955, foi outro filme que Lancaster dirigiu.
Catherine Bach mais tarde ficaria conhecida com a série de TV The Dukes of Hazzard que estreou em 1979. Ed Lauter e Charles Tyner participariam com destaque no mesmo ano de The Longest Yard, grande sucesso de Burt Reynolds.
As filmagens foram em Clemson, Condado de Anderson e Condado de Pickens, todas localidades na Carolina do Sul. Iniciaram em 13 de fevereiro de 1973, com a cena de abertura de Jim Slade chegando de bonde na Faculdade Jordan. O filme foi lançado nos Estados Unidos em 10 de junho de 1974 em Nova Iorque, e nacionalmente em 14 de junho. A premiere foi no Cine Astro III, na Universidade Clemson, em 14 de março de 1974 com um tapete vermelho cerimonial.